# Runcinia tropica
Runcinia tropica es una especie de araña cangrejo del género Runcinia, familia Thomisidae. Fue descrita científicamente por Simon en 1907.

## Distribución
Esta especie se encuentra en África.

## Tratamiento taxonómico
La especie aparece registrada y publicada en Arachnides recueillis par L. Fea sur la côte occidentale d’Afrique. 1re partie. Annali del Museo Civico di Storia Naturale di Genova 43: 218–323.